# Halowe Mistrzostwa Czech w Lekkoatletyce 2001
Halowe Mistrzostwa Czech w Lekkoatletyce w 2001 – halowe zawody lekkoatletyczne organizowane przez Český atletický svaz, które odbyły się 17 i 18 lutego w Pradze.

## Rezultaty
| PB - rekord życiowy \| SB - najlepszy wynik w sezonie \| NR – halowy rekord kraju |

### Mężczyźni
| Konkurencja:              | 1. miejsce                                                     | Rezultat | 2. miejsce                                                           | Rezultat | 3. miejsce                                                               | Rezultat |
| Bieg na 60 m              | Radek Řechka                                                   | 6,76     | Jan Kritzbach                                                        | 6,81     | Roman Zubek                                                              | 6,82     |
| Bieg na 200 m             | Radek Zachoval                                                 | 20,80    | Jiří Vojtík                                                          | 21,41    | Roman Zubek                                                              | 21,74    |
| Bieg na 400 m             | Jiří Mužík                                                     | 46,84    | Štěpán Tesařík                                                       | 47,00    | Filip Klvaňa                                                             | 47,38    |
| Bieg na 800 m             | Lukáš Vydra                                                    | 1:52,77  | Pavel Soukup                                                         | 1:52,96  | Karel Znojil                                                             | 1:53,58  |
| Bieg na 1500 m            | Michal Šneberger                                               | 3:46,68  | Vladimír Pospíšil                                                    | 3:47,49  | Vladimír Bartůněk                                                        | 3:47,94  |
| Bieg na 3000 m            | Michael Nejedlý                                                | 8:16,09  | Lubomír Pokorný                                                      | 8:19,51  | Petr Pícha                                                               | 8:21,24  |
| Bieg na 60 m przez płotki | Roman Šebrle                                                   | 7,87     | Pavel Bureš                                                          | 7,99     | Pavel Ďurica                                                             | 8,13     |
| Sztafeta 4 × 200 m        | Dukla Praha Roman Zubek Jiří Kmínek Milan Kovář Štěpán Tesařík | 1:27,63  | Slavia Praha Václav Bláha Petr Habásko Jindřich Šimánek Michal Uhlík | 1:28,13  | Dukla Praha B Michal Křivohlavý Tomáš Černý Lukáš Topiarz Martin Hochman | 1:31,00  |
| Skok wzwyż                | Jan Janků                                                      | 2,27     | Svatoslav Ton                                                        | 2,23     | Tomáš Ort                                                                | 2,19     |
| Skok o tyczce             | Adam Ptáček                                                    | 5,40     | Petr Špaček                                                          | 5,40     | Radek Hončl                                                              | 5,40     |
| Skok w dal                | Roman Šebrle                                                   | 7,75     | Milan Kovář                                                          | 7,72     | Tomáš Votava                                                             | 7,62     |
| Trójskok                  | Tomáš Cholenský                                                | 15,74    | Miron Mutyaba                                                        | 15,24    | Martin Sýkora                                                            | 15,08    |
| Pchnięcie kulą            | Miroslav Menc                                                  | 20,68    | Petr Stehlík                                                         | 19,19    | Antonín Žalský                                                           | 18,05    |
| Siedmiobój                | Aleš Pastrňák                                                  | 5422     | Michal Žižka                                                         | 5407     | Tomáš Petříček                                                           | 5248     |

### Kobiety
| Konkurencja:              | 1. miejsce                                                                      | Rezultat | 2. miejsce                                                                     | Rezultat | 3. miejsce                                                                     | Rezultat |
| Bieg na 60 m              | Štěpánka Klapáčová                                                              | 7,47     | Pavla Andrýsková                                                               | 7,51     | Jana Hajná                                                                     | 7,58     |
| Bieg na 200 m             | Štěpánka Klapáčová                                                              | 24,01    | Pavla Andrýsková                                                               | 24,73    | Jana Hajná                                                                     | 25,08    |
| Bieg na 400 m             | Helena Fuchsová                                                                 | 51,99    | Jitka Burianová                                                                | 53,12    | Tereza Žížalová                                                                | 54,23    |
| Bieg na 800 m             | Petra Sedláková                                                                 | 2:07,09  | Eva Šebrlová                                                                   | 2:07,81  | Veronika Plesarová                                                             | 2:09,04  |
| Bieg na 1500 m            | Andrea Šuldesová                                                                | 4:14,77  | Renata Hoppová                                                                 | 4:17,17  | Jana Kapounová                                                                 | 4:30,18  |
| Bieg na 3000 m            | Petra Drajzajtlová                                                              | 9:23,85  | Lenka Švaňhalová                                                               | 9:31,90  | Marie Volná                                                                    | 9:38,12  |
| Bieg na 60 m przez płotki | Lucie Škrobáková                                                                | 8,45     | Jana Klečková                                                                  | 8,57     | Kateřina Nekolná                                                               | 8,59     |
| Sztafeta 4 × 200 m        | Olymp Praha Lenka Ostravská Kateřina Nekolná Štěpánka Klapáčová Lucie Komrsková | 1:38,69  | SSK Vítkovice Markéta Pernická Pavla Brodzáková Kateřina Bábová Eva Follnerová | 1:40,06  | Spartak Praha 4 Jana Polívková Zdeňka Tučanová Eva Horová Stanislava Batlíková | 1:42,01  |
| Skok wzwyż                | Barbora Laláková                                                                | 1,80     | Iva Straková                                                                   | 1,75     | Lucie Vavříková                                                                | 1,75     |
| Skok o tyczce             | Pavla Hamáčková                                                                 | 4,41     | Kateřina Baďurová                                                              | 4,25     | Michaela Boulová                                                               | 3,80     |
| Skok w dal                | Lucie Komrsková                                                                 | 6,27     | Martina Darmovzalová                                                           | 6,17     | Veronika Navrátíková                                                           | 6,09     |
| Trójskok                  | Dagmar Urbánková                                                                | 12,56    | Petra Daňková                                                                  | 12,31    | Jaroslava Neumanová                                                            | 12,26    |
| Pchnięcie kulą            | Věra Pospíšilová                                                                | 16,25    | Lucie Vrbenská                                                                 | 15,44    | Kamila Hlaváčová                                                               | 14,82    |
| Pięciobój                 | Jana Klečková                                                                   | 4248     | Kateřina Nekolná                                                               | 4130     | Hana Doleželová                                                                | 3735     |